# Guta (Tanzania)
Guta è una circoscrizione rurale (rural ward) della Tanzania situata nel distretto di Bunda, regione del Mara. Conta una popolazione di 15 676 abitanti (censimento 2012).